# 日本バナナ輸入組合
日本バナナ輸入組合（にっぽんバナナゆにゅうくみあい）とは、東京都千代田区内神田にある、輸入取引法第19条に基づき通商産業大臣より認可を受けた組合である。

## 概要
- 1965年（昭和40年）設立
- 組合員はドール、住友商事など。

## 活動内容
- バナナの輸入統計に関する活動
- バナナの安全性の知識普及に関する活動（バナナ・果物消費動向調査など）
- バナナの普及に関する広報活動
- バナナに関する意識調査レポートなどのプレスリリース[2]
- 8月7日を「バナナの日」に制定[3]
- バナナに関する知識普及を行う「バナナ大学」のウェブサイト運営[4]
- キャンペーンソング「この夏はバナナ」（はなわ）のリリース[5]
- 2013年：神田うのをバナナ大学若返り学部特命教授に任命。同時にバナナが肌質を改善するという検証結果を発表[6]
- 2017年：バナナが便秘の悩みを改善するという内容の検証動画を発表[7]
- 2018年：期間限定の「バナナビューティーカロリーカフェ」を運営[8]
- 2018年：俳優の中村アンをアンバサダーに指名。バナナが低カロリーで健康維持や美容促進効果があることをアピール[9]。
- 2021年：バナナの栄養、健康情報、レシピなどを発信するためTwitter公式アカウントを開設[10]
- 2022年：東京大学医学部附属病院医師の伊藤明子の臨床試験でバナナが日本人肥満者の貧血リスクを減らすとプレスリリースを発表[11]